# 智利奇迹

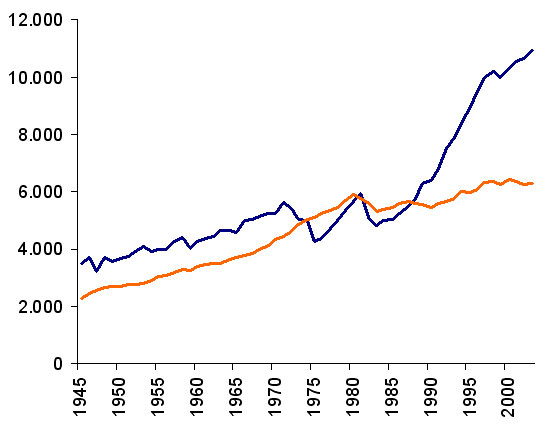
智利（蓝色）南美（橙色）人均GDP的平均值(1945-2003).

智利奇迹（英語：Miracle of Chile）是由著名经济学家米尔顿·弗里德曼提出的词汇，被用来描述1980年代智利經濟的快速成長，這次的經濟成長在奥古斯托·皮诺切特統治時期發生，起因於由“芝加哥男孩”主导的自由经济改革。智利经济改革的三个主要目标是：经济自由化，国有企业私有化，稳定通货膨胀。这些市场经济政策在皮诺切特下台后得到了继续使用和加强。继任政府继续推行了将近20年。
今天，智利已经成为拉丁美洲最繁荣稳定的国家之一。在拉美大环境下，智利拥有较高的竞争力和生活质量，具有稳定的政治环境，全球化的、自由的经济环境，以及较低的腐败感知和相对较低的贫困率。智利在新闻自由、人类发展指数、民主发展等方面也获得了很高的排名。 从人均国内生产总值来看，智利已成为所在区域内最富有的国家。（以市场价格和购买力平价的标准）但从基尼系数数据来看，智利仍然存在高水平的收入不平等现象。

## 背景
智利军政府首脑皮诺切特采纳了一群被称为“芝加哥男孩”（他们大多数曾在芝加哥大学经济系就读过）的智利经济学家的建议，实施了包含撤销管制和私有化等举措的一系列经济改革。其中还包括了对养老金系统、国有工业、国有银行的私有化，减税政策等。皮诺切特曾声称他的最终目的"不是要把智利变成一个无产阶级的国家，而是要把它变成一个企业家的国家"。

### 阿连德时期的通货膨胀
1972年是阿连德执政的第二个完整的年头，在这一年中，智利的通胀率达到了150%。有许多因素成为形成高通胀率的原因，比如对必需品的价格管制，多重的汇率，美国对阿连德政府的施压等等（尼克松曾声称要把阿连德统治下的智利经济搞垮）。到了1973年，智利出现了严重的食物和消费品短缺现象。

### “El Ladrillo”
1973年智利政变后不久，皮诺切特很快就收到了一份被称为El Ladrillo 的秘密经济计划书（El Ladrillo 字面上的意思是“砖”），之所以被这样称呼是因为这份报告"厚的像砖一样"。该计划早已在1973年的五月，由一些反对阿连德政府的经济学者悄悄准备完成，这些学者被当时的媒体称为“芝加哥男孩”，因为他们大多是芝加哥大学毕业的校友。El Ladrillo于1973年9月12日递交到了智利军政府的高级官员的手里，这份文件包含了日后智利新自由主义经济政策的核心骨干。

### 全面改革
皮诺切特政府几乎私有化了所有的国有企业部门（如采矿、工厂、养老金系统）。他鼓励外国投资，并消除了国内保护主义的贸易壁垒，迫使智利当地的企业跟外国企业在平等的条件下竞争。但智利最主要的铜矿企业Codelco在被阿连德全面国有化以后，却依然留在皮诺切特政府的控制之中。尽管如此，私人公司被允许勘探和开发新矿。然而，在智利1980年的宪法中，铜资源依然被宣称为“不可剥夺的”。
有效的经济改革政策，使原本国内依赖贸易保护和补贴以维持其经济地位和政治力量的右翼工业寡头遭受沉重打击并走向消亡。但在El Ladrillo之中，唯有一项提议没有被实现：浮动汇率制度。智利的财政部长Sergio de Castro背离了弗里德曼对自由浮动汇率的支持理论，在1979年6月实施了以39智利比索兑1美元的固定汇率制度，其结果是导致了严重的贸易失衡。由于智利比索的通胀速度赶不上美元的通胀速度，每年智利的外国商品的购买力增加，而贷款却基本上都是美元形式的外资借贷。泡沫最终在1982年末破裂，智利经济跌入了一个持续了两年多的严重衰退之中。

### 模范经济
弗里德曼的支持者认为：智利的经济改革是他自由主义市场经济哲学成功的有力证明，因为智利的经济已经远远超过了其他拉丁美洲国家的水平。而反对者则喜欢把皮诺切特时代的智利经济作为证明弗里德曼政策失败的反面教材。